# William Arbuthnot Lane
William Arbuthnot Lane (1856-1943) est un chirurgien écossais, pionnier dans plusieurs domaines, notamment l'ostéosynthèse.

## Biographie
Arbuthnot Lane est né à Fort George, en Écosse, le 4 juillet 1856. Il était le fils aîné d'un chirurgien militaire. Dans sa jeunesse, Lane a suivi les affectations de son père : Afrique du Sud, Ceylan, Nouvelle-Écosse, Malte, Irlande, etc. En 1872, il commence ses études à Guy's Hospital, important hôpital universitaire de Londres. Dès 1877 (à 21 ans !), il est chirurgien et commence à exercer à l'Hôpital pour enfants Victoria, à Chelsea.
En 1888, Lane revient comme chirurgien à l'hôpital Guy de Londres. Il est déjà considéré comme un chirurgien à la technique hors pair et un de ceux dont on attend qu'il sauve ses patients. Il est en particulier expert et innovant dans la réparation post-natale de la fente palatine, réduction des fractures ouvertes et utilisation de fixations internes pour consolider les os fracturés, et le traitement de la « stase intestinale chronique ». par colectomie abdominale.
Au cours de la Première Guerre mondiale, Lane fut chirurgien militaire, consultant auprès du commandement Aldershot, en plus de ses responsabilités à l'Hôpital Guy et à l'Hôpital des Enfants Malades (Great Ormond Street).
Il a écrit abondamment (313 ouvrages ou articles) et produit un certain nombre de petits livres. En 1925, il a fondé la Société Nouvelle Santé, un organisme voué à des préoccupations sociales en médecine.
Lane est mort le 16 janvier 1943, à l'âge de 86 ans, après avoir été heurté par un véhicule à la faveur de l'obscurité d'un couvre-feu londonien.

## Distinction
Il fut anobli en 1913 (baronnet). À la suite de cette distinction, il commença à faire utiliser son prénom plutôt que le diminutif informel « Willie » que ses amis et élèves avaient adopté jusque-là.
En 1917, il fut fait Chevalier de la Légion d'Honneur et peu après Chevalier compagnon du très honorable Ordre du Bain.

## Postérité
À la suite de sa publication de 1894, Lane est considéré comme le premier réalisateur d'une ostéosynthèse par vis et plaque. Son article compare une série de fractures de jambe non opérées avec une série de fractures opérées par vis et plaque, en exposant très clairement les principes et les avantages de l'ostéosynthèse.
Il a également à son actif la première résection d'un néoplasme œsophagien cervical avec rétablissement de la continuité par plastie cutanée. Il est ainsi considéré comme un des pères de la chirurgie plastique.
Il a réalisé la première réanimation cardiaque par massage transpariétal avec succès. Son forceps (sorte de davier) est toujours utilisé.
Il est aussi l'instigateur de la "no touch technique" qui consiste à ne jamais toucher les tissus autrement que par l'intermédiaire d'un instrument. Il mit au point une série d'outils toujours en usage : tournevis, forceps à tissus, pince pour maintenir les os, etc.
Enfin il est l'auteur d'une théorie très controversée sur l'"auto-intoxication" comme cause de la constipation.